# کلیسای مریم مقدس (تسخینوالی)
کلیسای مریم مقدس (تسخینوالی) (ارمنی: Ցխինվալի Սուրբ Աստվածածին եկեղեցի؛ انگلیسی: St. Mary's Church Tskhinvali) یک کلیسا متعلق به کلیسای حواری ارمنی واقع در شهر تسخینوالی،  گرجستان می‌باشد. ساخت و ساز این ساختمان در سال ۱۷۱۸ میلادی؛ به پایان رسید. این بنا به سبک معماری ارمنی طراحی شده است.